# Payne (Familienname)
Payne ist ein englischer Familienname.

## Namensträger

### A
- Adreian Payne (1991–2022), US-amerikanischer Basketballspieler
- Albert Henry Payne (1812–1902), englischer Maler und Illustrator
- Alexander Payne (* 1961), US-amerikanischer Filmregisseur
- Alistair Payne (* 1995), britischer Jazzmusiker
- Allen Payne (* 1968), US-amerikanischer Schauspieler
- Anthony Payne (1936–2021), britischer Komponist

### B
- Benny Payne (1907–1986), US-amerikanischer Jazzmusiker
- Bill Payne (Musiker) (* 1949), amerikanischer Rockmusiker
- Bill Payne (Leichtathlet) (* 1967), amerikanischer Stabhochspringer
- Bill Payne (Spieleautor), Spieleautor, siehe Villa Paletti
- Brian Payne, US-amerikanischer Kriminologe
- Bruce Payne (* 1958), britischer Schauspieler

### C
- Cameron Payne (* 1994), US-amerikanischer Basketballspieler
- Cecil Payne (1922–2007), US-amerikanischer Jazz-Saxofonist
- Cecilia Payne-Gaposchkin (1900–1979), englisch-amerikanische Astronomin
- Charlotte Payne (* 2002), britische Leichtathletin
- Chris Payne (* 1990), australischer Fußballspieler
- Clive Payne (* 1950), englischer Fußballspieler
- Cynthia Payne (1932–2015), britische Veranstalterin

### D
- Daniel Payne (1811–1893), US-amerikanischer Bischof und Pädagoge
- Daron Payne (* 1997), US-amerikanischer American-Football-Spieler
- David Payne (Fußballspieler) (* 1947), englischer Fußballspieler
- David Payne (Leichtathlet) (* 1982), US-amerikanischer Hürdenläufer
- David N. Payne (* 1944), britischer Physiker
- Davis Payne (* 1970), kanadischer Eishockeyspieler und -trainer
- Dave Payne, US-amerikanischer Drehbuchautor und Regisseur
- Don Payne (Musiker) (Donald R. Payne; 1933–2017), US-amerikanischer Jazz- und Studiomusiker (Kontrabass)
- Don Payne (Drehbuchautor) (William Donald Payne; 1964–2013), US-amerikanischer Drehbuchautor und Fernsehproduzent
- Donald Payne junior (1958–2024), US-amerikanischer Politiker
- Donald G. Payne (1924–2018), britischer Schriftsteller, siehe Ian Cameron
- Donald M. Payne (1934–2012), US-amerikanischer Politiker

### E
- Edward John Payne (1844–1904), britischer Historiker und Anwalt
- Elisha Payne (1731–1807), US-amerikanischer Politiker und Richter
- Ernest Payne (1884–1961), britischer Radrennfahrer
- Ernest Payne (Fußballspieler) (1903–1994), englischer Fußballspieler und -trainer

### F
- Freda Payne (* 1942), US-amerikanische Soul- und Jazz-Sängerin
- Frederick G. Payne (1904–1978), US-amerikanischer Politiker
- Frederick R. Payne Jr. (1911–2015), US-amerikanischer Brigadegeneral

### G
- George Payne (Fußballspieler, 1887) (1887–1932), englischer Fußballspieler
- George Payne (Fußballspieler, 1921) (1921–1987), englischer Fußballspieler
- Gordon Payne (1890–1983), kanadischer Landschaftsmaler und Gebrauchsgrafiker

### H
- Harry Vearle Payne (1908–1984), US-amerikanischer Jurist und Politiker
- Heather Payne (* 2000), irische Fußballspielerin
- Henry Arthur Payne (1868–1940), englischer Künstler
- Henry B. Payne (1810–1896), US-amerikanischer Politiker (Demokratische Partei)
- Henry C. Payne (1843–1904), US-amerikanischer Politiker (Republikanische Partei)
- Howard Payne (1932–1992), britischer Hammerwerfer
- Humfry Payne (1902–1936), britischer Klassischer Archäologe

### J
- Jack Payne (Orchesterleiter) (1899–1969), britischer Orchesterleiter und Fernsehmoderator
- Jack Payne (Fußballspieler, 1991) (* 1991), englischer Fußballspieler
- Jack Payne (Fußballspieler, 1994) (* 1994), englischer Fußballspieler
- James Spriggs Payne (1819–1882), liberianischer Politiker, Präsident 1868 bis 1870 und 1876 bis 1878
- James W. Payne (1929–1992), US-amerikanischer Artdirector und Szenenbildner
- Jamie Payne (* 1968), britischer Regisseur
- Jared Payne (* 1985), irischer Rugby-Union-Spieler
- Jessie Payne (1864–1933), englisch-britische Suffragette
- Jim Payne (Musiker) (James Martin Payne; * 1943), US-amerikanischer Schlagzeuger und Musikproduzent
- Jim Payne (Golfspieler) (James Robert Payne; * 1970), englischer Golfspieler
- Jimmy Payne (1926–2013), englischer Fußballspieler
- Jiří Payne (* 1956), tschechischer Politiker des Bürgerforums OF
- John Payne (Märtyrer), englischer Märtyrer
- John Payne (Graveur) (1607–1647), englischer Graveur
- John Payne (Bischof) (1815–1874), US-amerikanischer Missionar und Bischof von Liberia
- John Payne (Dichter) (1842–1916), britischer Dichter und Übersetzer
- John Payne (Schauspieler) (1912–1989), US-amerikanischer Schauspieler
- John Payne (Rugbyspieler) (* 1980), tongaischer Rugby-Union-Spieler
- John Payne (Musiker), britischer Musiker
- John Barton Payne (1855–1935), US-amerikanischer Politiker und Funktionär des Roten Kreuzes
- John Howard Payne (1791–1852), US-amerikanischer Dramatiker und Schauspieler
- Josh Payne (Fußballspieler) (* 1990), englischer Fußballspieler
- Josh Payne (Dartspieler) (* 1993), englischer Dartspieler

### K
- Karl Payne (* 1970), englischer Snookerspieler
- Katy Payne (Katharine Boynton Payne; * 1937), US-amerikanische Verhaltensforscherin und Bioakustikerin
- Kelsie Payne (* 1995), US-amerikanische Volleyballspielerin
- Keri-Anne Payne (* 1987), britische Schwimmerin
- Kherington Payne (* 1990), US-amerikanische Tänzerin und Schauspielerin

### L
- Lancelot Payne (1933–2011), neuseeländischer Radrennfahrer
- Laurence Payne (1919–2009), britischer Schauspieler
- Lawrence E. Payne (1923–2011), US-amerikanischer Mathematiker
- Leanne Payne (1932–2015), US-amerikanische Theologin
- Leon Payne (1917–1969), US-amerikanischer Musiker und Songschreiber
- Les Payne (1941–2018),  US-amerikanischer Journalist und Autor
- Lewis Payne (1844–1865), US-amerikanischer Attentäter, siehe Lewis Powell
- Lewis F. Payne (* 1945), US-amerikanischer Politiker
- Liam Payne (1993–2024), britischer Sänger und Songwriter

### M
- Maggi Payne (* 1945), US-amerikanische Komponistin, Flötistin und Musikpädagogin
- Marise Payne (* 1964), australischer Politikerin, Verteidigungsministerin
- Marita Payne-Wiggins (* 1960), kanadische Leichtathletin
- Michael Payne (Schauspieler), US-amerikanischer Schauspieler
- Michael Payne (Basketballspieler) (* 1963), US-amerikanischer Basketballspieler
- Michael Payne (Physiker), britischer Physiker
- Michelle Payne (* 1985), australische Jockey

### N
- Nicola Payne (* 1966), neuseeländische Ruderin
- Nicolle Payne (* 1976), US-amerikanische Wasserballspielerin

### O
- Odie Payne (1926–1989), US-amerikanischer Schlagzeuger

### P
- Perry Payne (* 1967), deutscher Schriftsteller
- Peter Payne (um 1385–1456), englischer Reformator

### R
- Robert Payne (1911–1983), britischer Schriftsteller, Historiker und Biograph
- Robert Payne Smith (1818–1895), englischer Theologe und Orientalist
- Robert B. Payne (* 1938), US-amerikanischer Ornithologe
- Robert E. Payne (* 1941), US-amerikanischer Jurist
- Roger Payne (Buchbinder) (1739–1797), britischer Buchbinder
- Roger Payne (1935–2023), US-amerikanischer Zoologe
- Ron Payne (1925–2015), australischer Politiker (South Australia)
- Ronald Payne († 2013), britischer Journalist und Buchautor
- Rose O. Payne (1909–1999), US-amerikanische Molekularbiologin und Hochschullehrerin
- Rosemary Payne (* 1933), britische Diskuswerferin
- Ruby Payne-Scott (1912–1981), australische Radioastronomin
- Rufus Payne († 1939), US-amerikanischer Bluesmusiker

### S
- Samuel Payne (* 1971), australischer Rugby-Union-Spieler
- Scherrie Payne (* 1944), US-amerikanische Soul-Sängerin
- Sereno E. Payne (1843–1914), US-amerikanischer Politiker
- Simon Payne (* 1964), bermudischer Rennrodler
- Sonny Payne (1926–1979), US-amerikanischer Jazzschlagzeuger
- Stanley Payne (* 1934), US-amerikanischer Historiker und Hispanist
- Steve Payne (Steven John Payne; * 1958), kanadischer Eishockeyspieler
- „Sunshine“ Sonny Payne (1925–2018), US-amerikanischer Radiomoderator
- Sydney Payne (* 1997), kanadische Ruderin

### T
- Tamaryn Payne (* 1988), britische Schauspielerin
- Thelma Payne (1896–1988), US-amerikanische Wasserspringerin
- Tim Payne (Rugbyspieler) (* 1979), englischer Rugby-Union-Spieler
- Tim Payne (Fußballspieler) (* 1994), neuseeländischer Fußballspieler
- Tom Payne (Schauspieler, 1914) (1914–1996), argentinisch-brasilianischer Schauspieler, Drehbuchautor und Regisseur
- Tom Payne (Basketballspieler) (* 1950), US-amerikanischer Basketballspieler
- Tom Payne (Schauspieler, 1982) (* 1982), britischer Schauspieler
- Toni Payne (* 1995), nigerianische Fußballspielerin
- Trevor W. Payne (* 1948), kanadischer Musiker

### W
- Waylon Payne (* 1972), US-amerikanischer Countrysänger und Schauspieler
- Will Payne (Filmproduzent) (* 1974), US-amerikanischer Filmproduzent und Drehbuchautor
- Will Payne (Schauspieler) (* 1989), britischer Schauspieler
- William Payne (Autor) (1720–??), britischer Mathematiklehrer und Autor
- William Payne (Maler) (1760–nach 1830), englischer Maler
- William D. Payne (* 1932), US-amerikanischer Politiker
- William H. F. Payne (1830–1904), US-amerikanischer General
- William Winter Payne (1807–1874), US-amerikanischer Politiker

### Fiktive Personen
- Benson Payne, siehe Auf Kriegsfuß mit Major Payne, US-amerikanische Filmkomödie (1995)
- Max Payne, Protagonist des gleichnamigen Videospieles